# Ceroxylon vogelianum
Espèce
Synonymes
- Ceroxylon coarctatum   (Engel) H.Wendl.
- Ceroxylon crispum   Burret
- Ceroxylon flexuosum   Galeano & R.Bernal
- Ceroxylon hexandrum   Dugand
- Ceroxylon sclerophyllum   Dugand
- Ceroxylon verruculosum   Burret
- Klopstockia coarctata   Engel
- Klopstockia vogeliana   Engel  [1]

Ceroxylon vogelianum, également connu sous le nom de palmier à cire de Vogel, est un palmier originaire des Andes, du sud du Venezuela au Pérou, on le trouve dans la forêt de montagne humide, à une altitude de 1900 à 2900 mètres .

## Description
Ceroxylon vogelianum est un palmier de taille petite à moyenne avec un stipe de 3 à 17 mètres de haut et de 12 à 25 cm de diamètre. La couronne peut avoir 6 à 18 feuilles, la plupart presque dressées ou disposées horizontalement . Les limbes des feuilles sont constitués de 46-129 folioles sur un rachis de 38-210 cm de long ; pétiole de 15–75 cm de long . Inflorescences mâles autour de 160 cm de long, avec environ 40 branches ; fleurs mâles à 6 étamines, à filets jusqu'à 1,5 mm de long et anthères 1,6–2,5 mm de longueur . Inflorescences femelles autour. 360 cm de long avec 31–53 branches ; fleurs femelles avec 6 staminodes et un pistil vert de 2-3 mm de diamètre. Fruits globuleux, rouge orangé à maturité, 1,6–2,0 cm diam. avec des graines 1,1–1,6 cm diam.

## Distribution et habitat
Cette espèce est présente dans les Andes du Venezuela à la Colombie, et de l'Équateur au Pérou . Il est présent dans la forêt humide de montagne, entre 1900 et 2900 mètres d'altitude, avec des individus clairsemés .